# Plato novalima
Espèce
Plato novalima est une espèce d'araignées aranéomorphes de la famille des Theridiosomatidae.

## Distribution
Cette espèce est endémique du Brésil. Elle se rencontre dans des grottes au Minas Gerais, Bahia et Goiás.

## Description
Le mâle holotype mesure 2,1 mm et la femelle paratype 2,79 mm, les mâles mesurent de 2,1 à 2,5 mm et les femelles de 2,5 à 3,1 mm.

## Systématique et taxinomie
Cette espèce a été décrite par Prete, Cizauskas et Brescovit en 2018.

## Étymologie
Son nom d'espèce lui a été donné en référence au lieu de sa découverte, Nova Lima.

## Publication originale
- Prete, Cizauskas & Brescovit, 2018 : « Three new species of the spider genus Plato and the new genus Cuacuba from caves of the states of Pará and Minas Gerais, Brazil (Araneae, Theridiosomatidae). » ZooKeys, no 753, p. 107-162 (texte intégral).